# Calloconophora obtusa
Calloconophora obtusa är en insektsart som beskrevs av Walker. Calloconophora obtusa ingår i släktet Calloconophora och familjen hornstritar. Inga underarter finns listade i Catalogue of Life.